# Biserica de lemn din Sârbi-Hunedoara

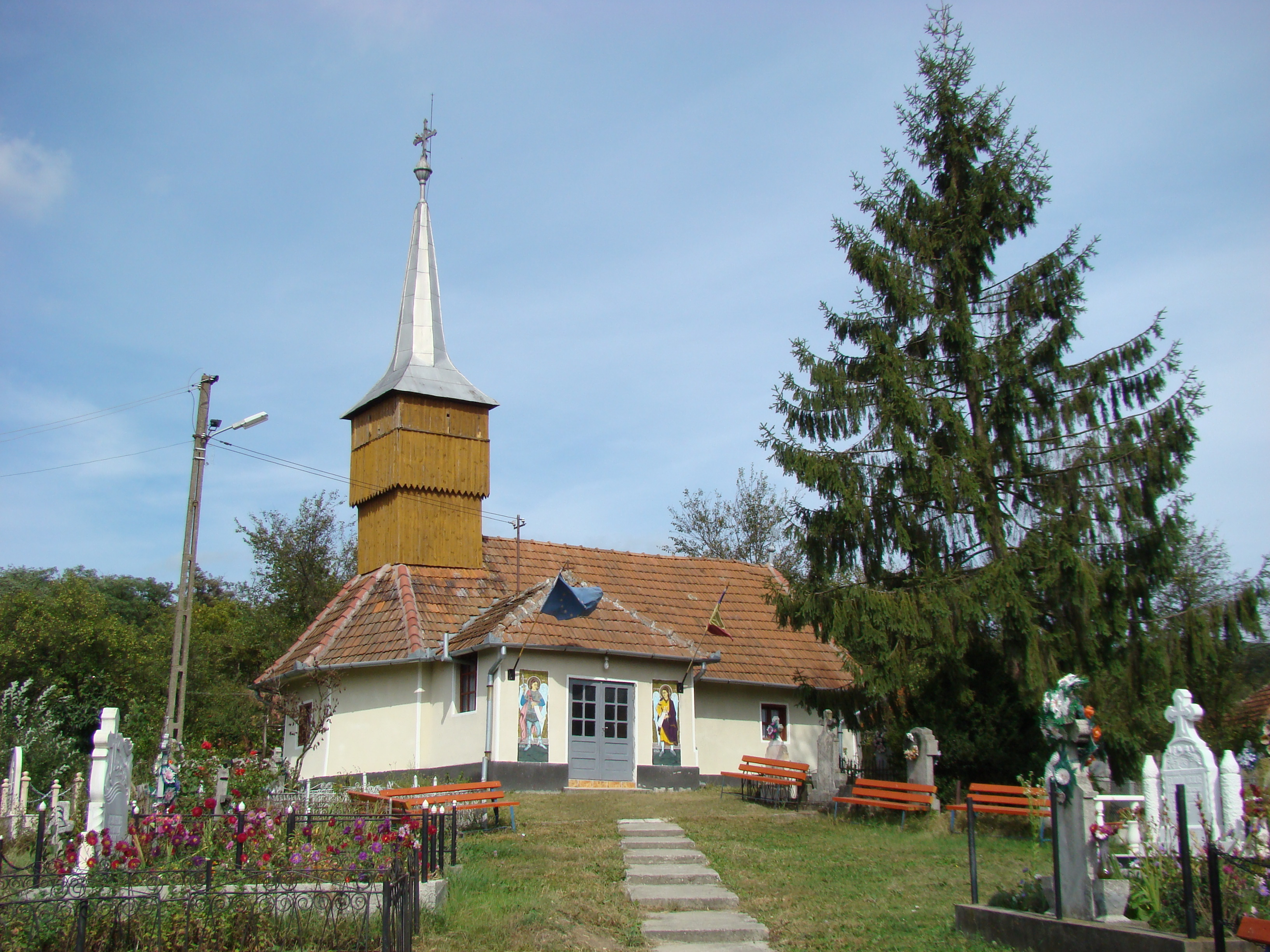
Biserica de lemn „Sfinţii Arhangheli” din Sârbi, comuna Ilia, județul Hunedoara, foto: septembrie 2009.

Biserica de lemn din Sârbi, comuna Ilia, județul Hunedoara a fost ridicată în sec.XVIII. Are hramul „Sfinții Arhangheli Mihail și Gavril” (8 noiembrie) și nu figurează pe noua listă a monumentelor istorice.

## Imagini din exterior

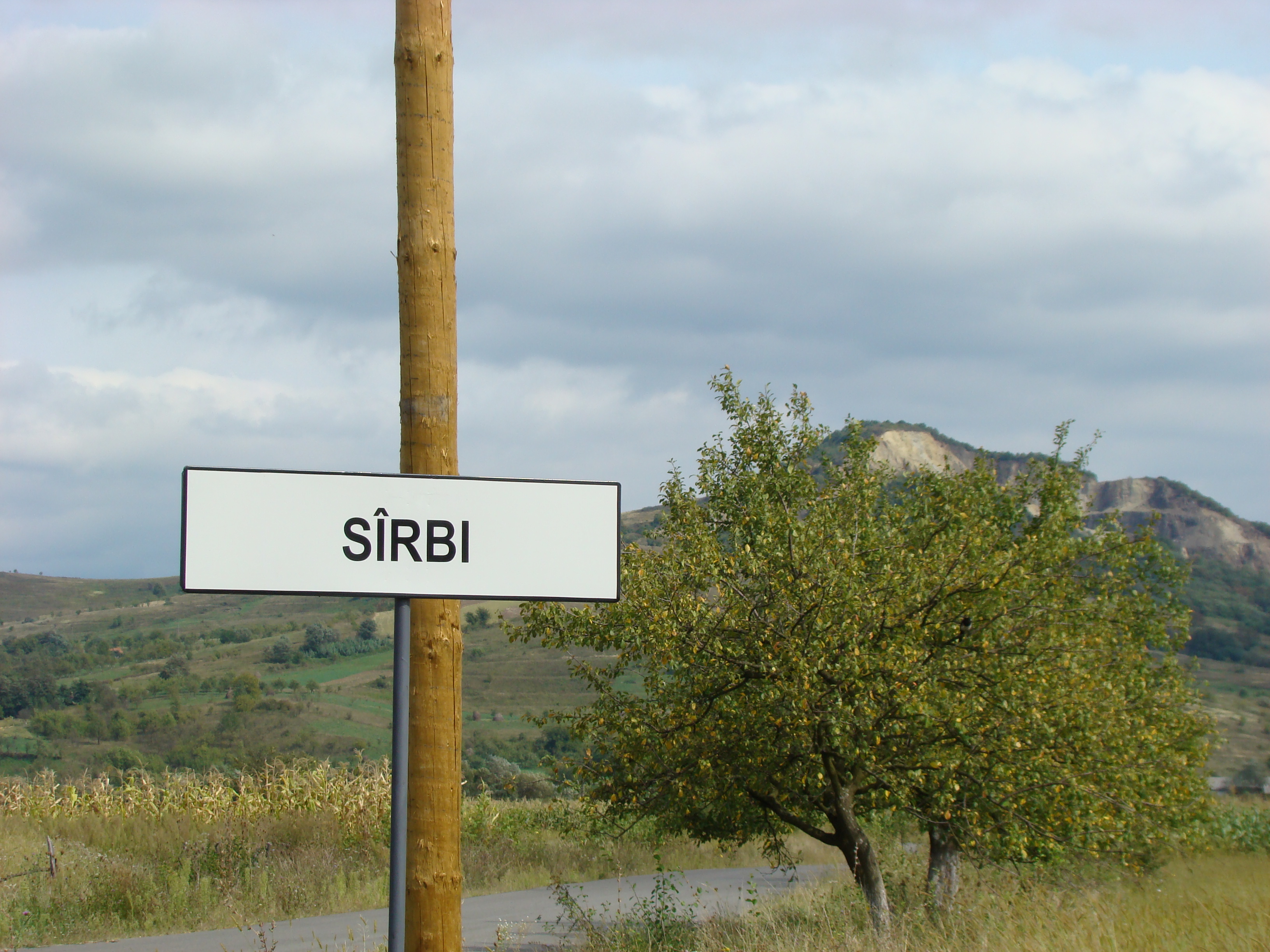
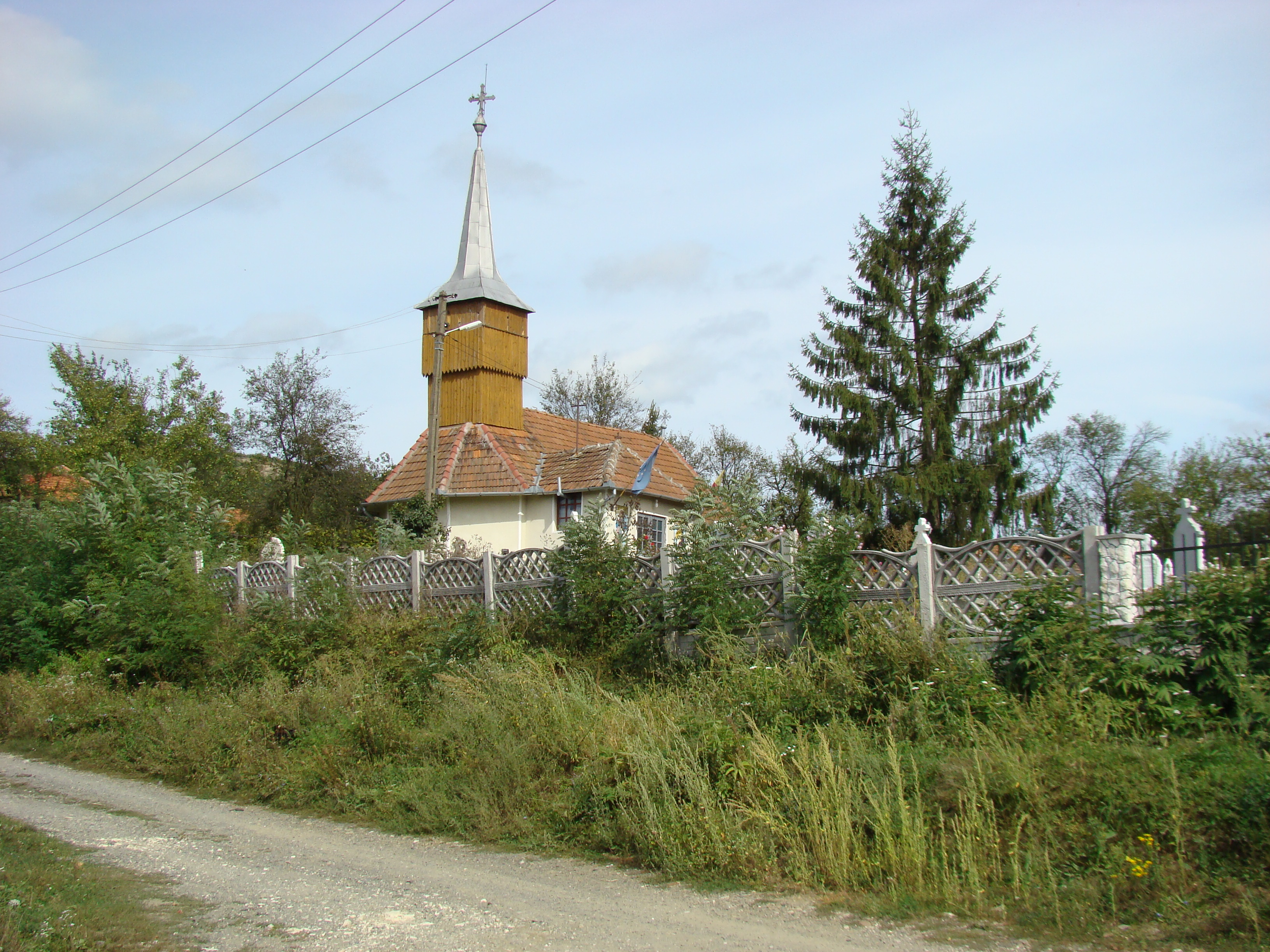
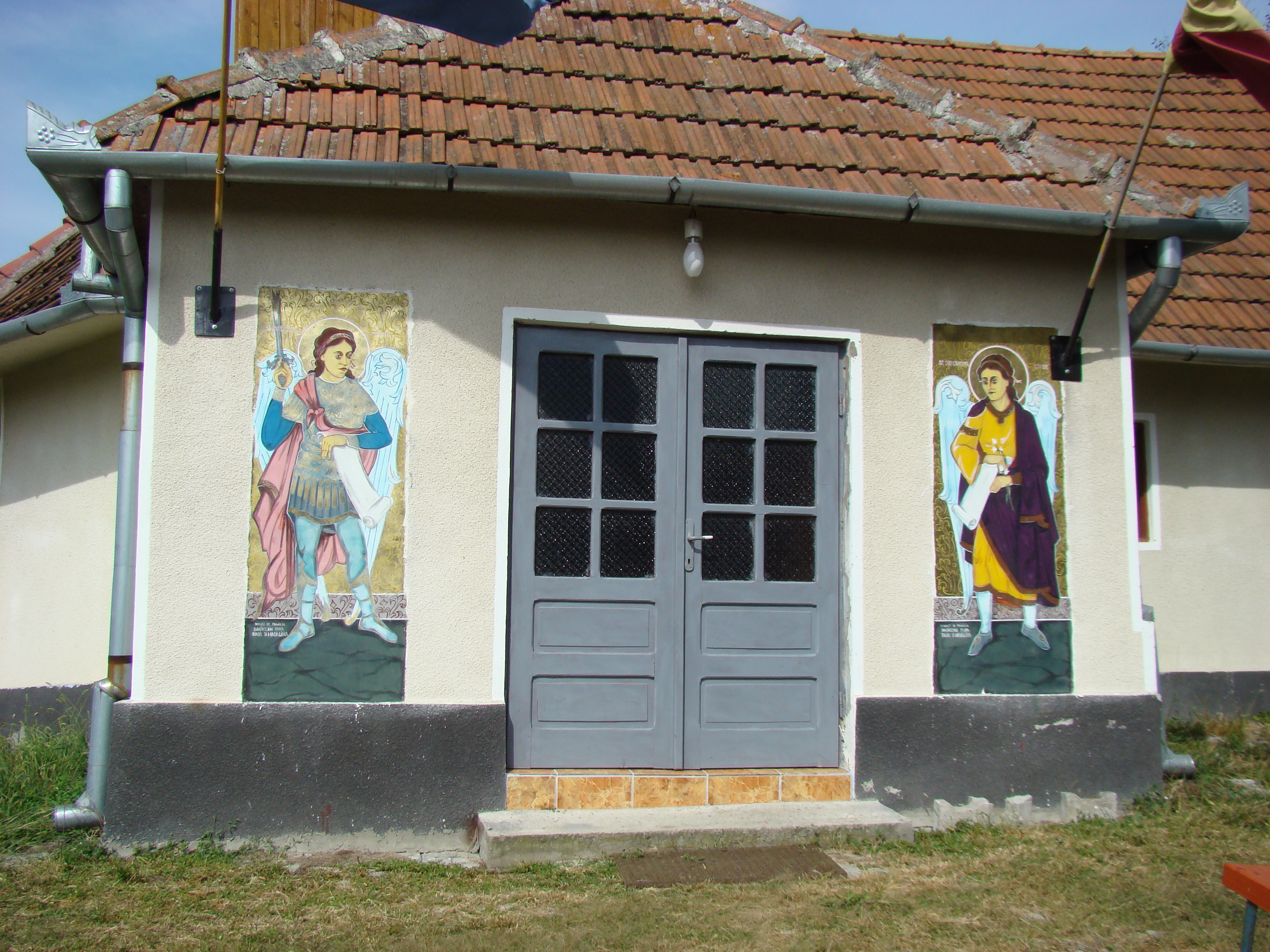
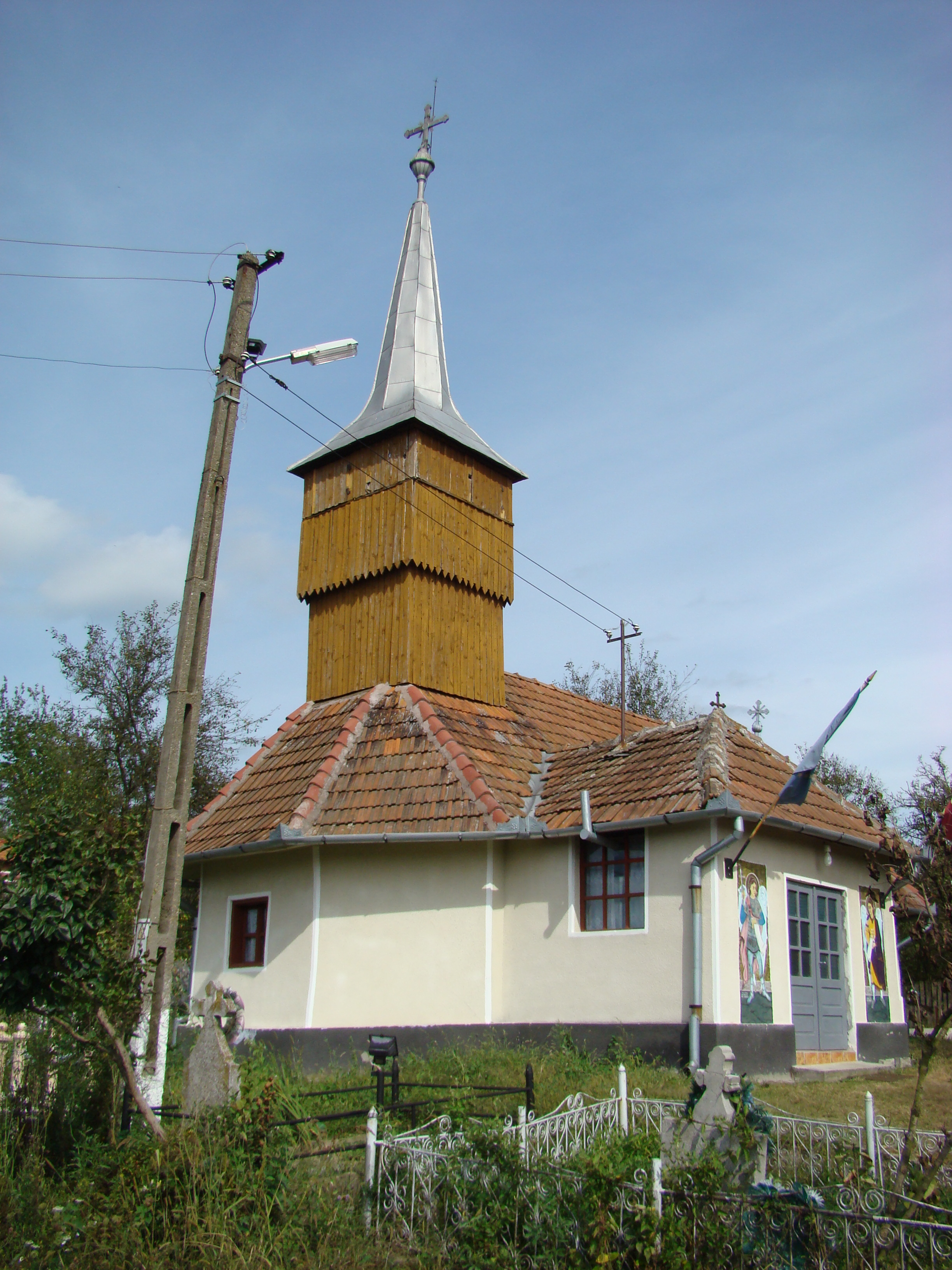
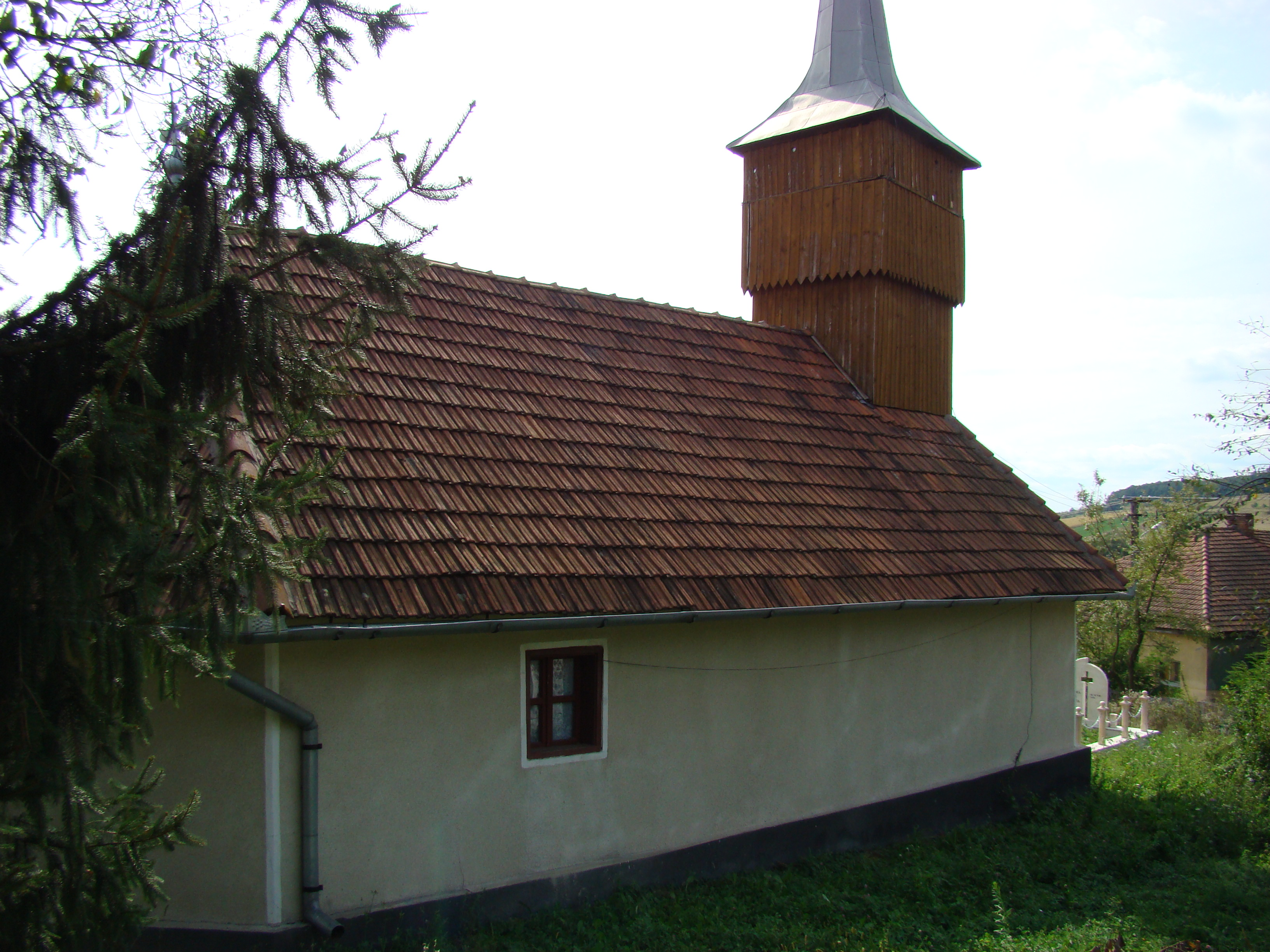
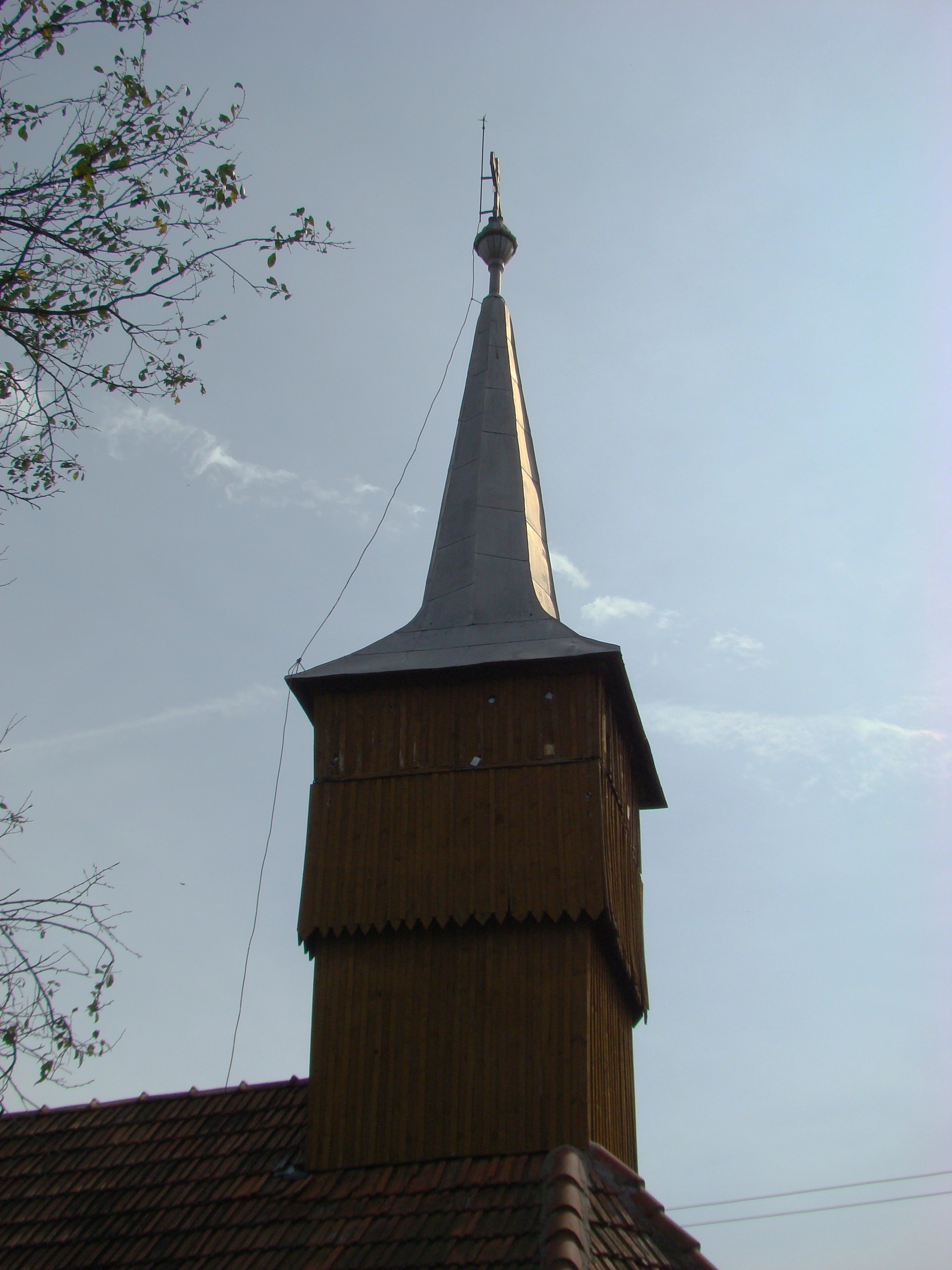
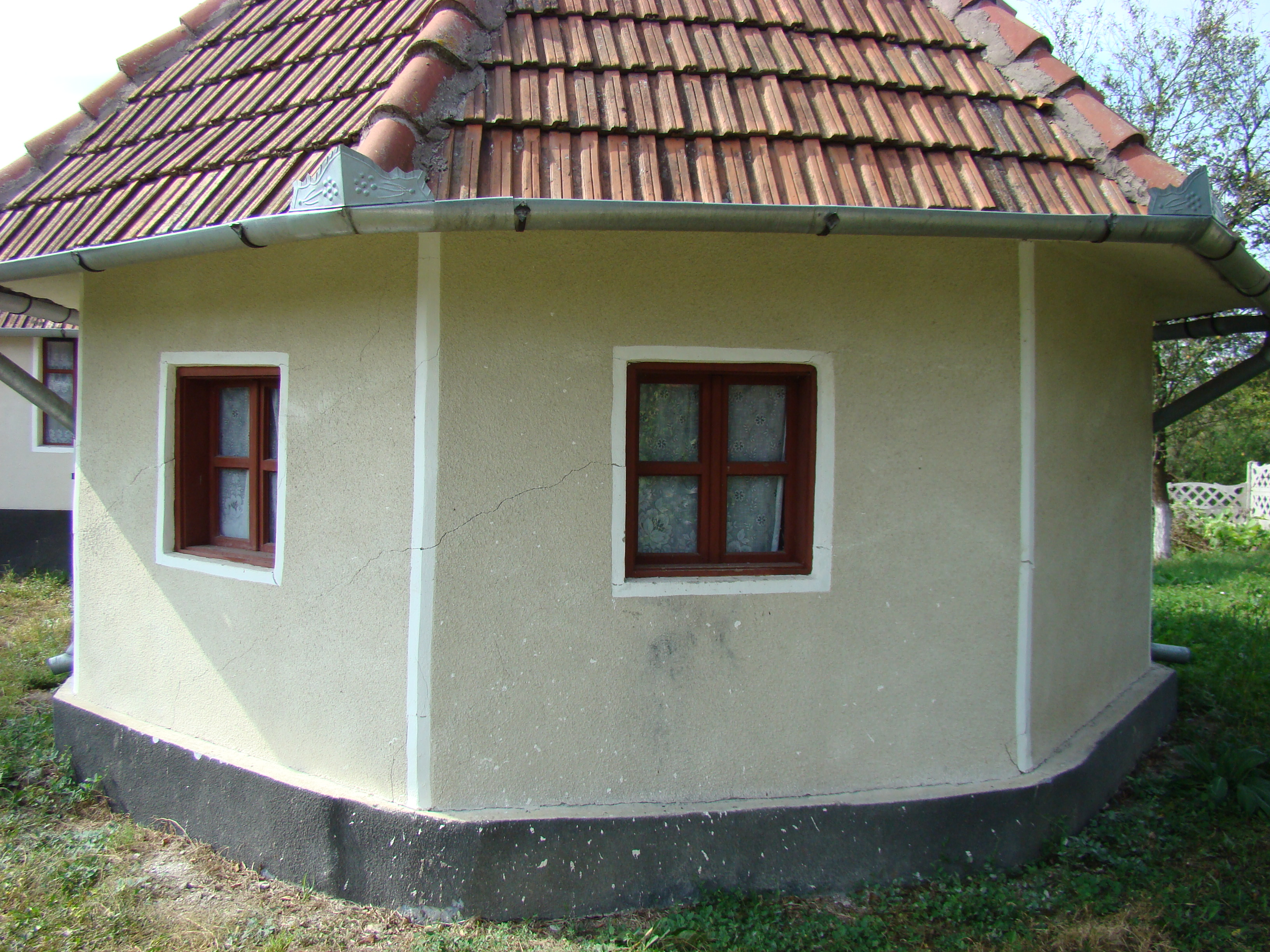
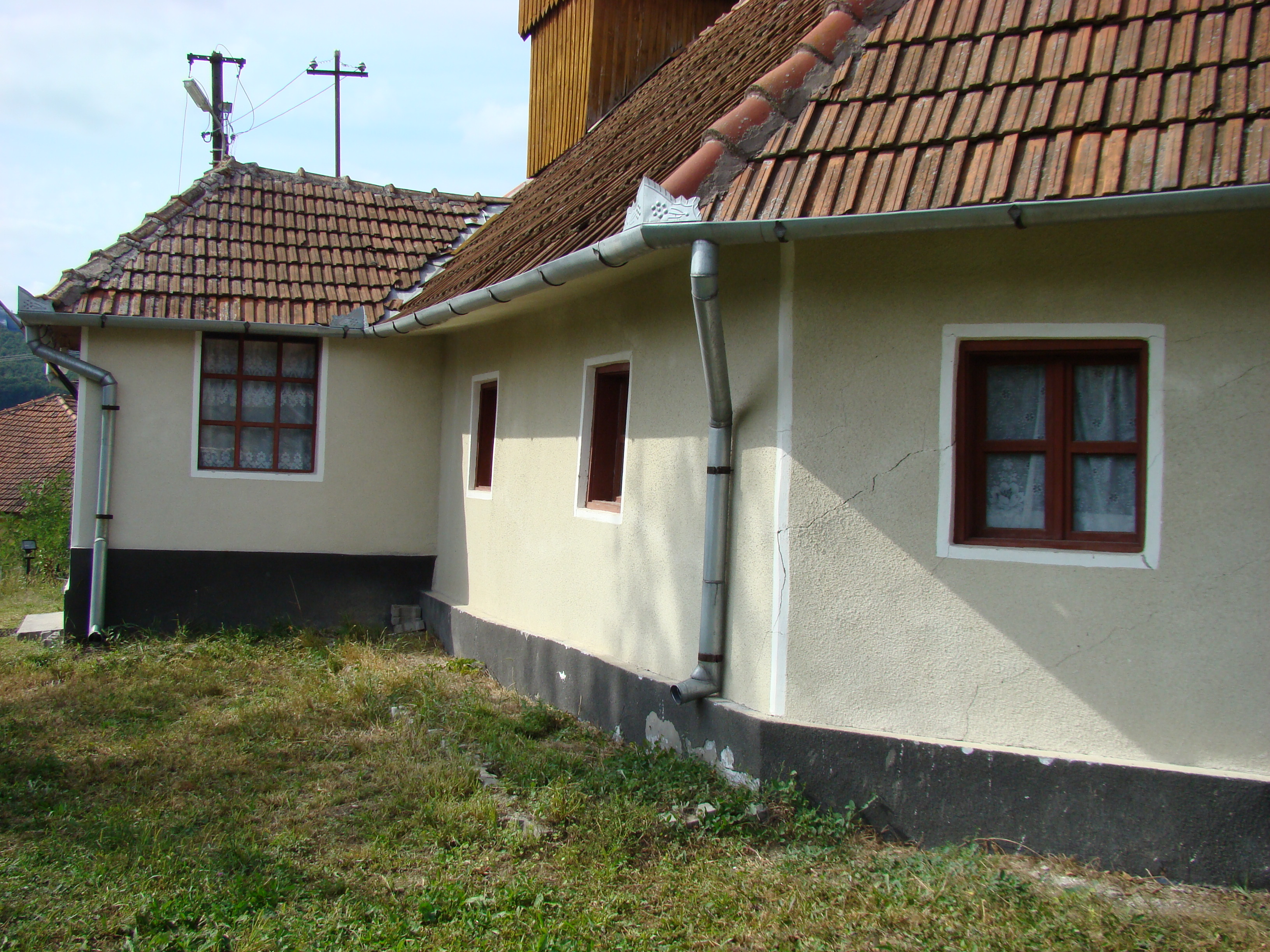